# Wieger Mensonides
Wieger Mensonides (n. 12 iulie 1938, Haga, Olanda de Sud, Țările de Jos) este un înotător ce a reprezentat Regatul Țărilor de Jos, medaliat olimpic. A participat la 2 ediții ale Jocurilor Olimpice (1960, 1964) în care a câștigat o medalie de bronz.